# The Brother from Another Planet
The Brother from Another Planet és una pel·lícula de ciència-ficció estatunidenca del 1984, escrita i dirigida per John Sayles. La pel·lícula de baix pressupost és protagonitzada per Joe Morton com un extraterrestre atrapat a la Terra.

## Trama
Un alienígena de l'espai mut aterra la seva nau a Ellis Island. A part dels seus peus de tres dits que manté coberts, s'assembla a un home humà negre. Aconsegueix barrejar-se amb la gent que troba i participa en converses unilaterals amb diversos habitants de la ciutat de Nova York. S'assegura un habitatge a través d'un nou conegut en un bar de Harlem. Capaç de curar ferides i arreglar màquines posant la mà sobre elles, repara una màquina d'arcade allà, el que el va portar a obtenir una feina com a tècnic. Dos homes de negre, interessats en el parador de l'extraterrestre mut, comencen a rastrejar-lo i interrogar les persones amb qui s'ha trobat. Busquen tornar-lo al planeta del qual va escapar.

## Repartiment
- Joe Morton com el germà
- Rosanna Carter com a dona de les Índies Occidentals
- Ray Ramírez com a home hispà
- Yves Rene com a Haití
- Peter Richardson com a home islàmic
- Ginny Yang com a botiguer coreà
- Daryl Edwards com a Fly
- Steve James com a Odell
- Leonard Jackson com a Smokey
- Ismael Houston-Jones com a ballarí
- Caroline Aaron com a Randy Sue Carter
- Bill Cobbs com a Walter
- Maggie Renzi com a Noreen
- Olga Merediz com a clienta de Noreen
- Tom Wright com a Sam
- Minnie Gentry com a Sra. Marró
- Ren Woods com a Bernice
- Reggie Rock Bythewood com a Rickey
- John Sayles i David Strathairn com Men In Black
- Fisher Stevens com a enganyador de cartes
- Dee Dee Bridgewater com a Malverne Davis
- Giancarlo Esposito com a home arrestat (sense acreditar)

## Producció
El director John Sayles ha descrit The Brother from Another Planet com l'experiència d'assimilació dels immigrants. Els extres de la pel·lícula la van descriure com "La pel·lícula E.T. Negre."
Sayles va gastar part de la seva beca "genius" del MacArthur Fellows en la pel·lícula, la producció de la qual va costar 350.000 dòlars.

## Recepció crítica
Variety va descriure The Brother from Another Planet com una pel·lícula "molt divertida però progressivament erràtica" estructurada com una "sèrie de vinyetes de comportament, [moltes de les quals] són realment delicioses i inventives"; a mesura que continua, la pel·lícula "fa un gir força desagradable i, en definitiva, confús." Vincent Canby la va anomenar una "història sense cap ni peus, agradable i no sorprenent que dura massa temps", però va destacar "L'actuació dolça, sàvia i poc agressiva de Joe Morton." Roger Ebert va donar a la pel·lícula tres estrelles i mitja de quatre, dient que "la pel·lícula troba innombrables oportunitats per a escenes humorístiques, la majoria d'elles amb una mossegada tranquil·la, una manera de fer que mirem la nostra societat", assenyalant que "utilitzant un personatge central que no pot parlar, [Sayles] de vegades és capaç d'explorar el tipus d'escenes que no han estat possibles des de la mort del cinema mut."
The A.V. Club, en una revisió del 2003 de l'estrena en DVD de la pel·lícula, va dir que les escenes de superherois de la pel·lícula són "sovint sense voler ximples, però de nou, Sayles transforma una premissa enganxosa en una peça més subtil, utilitzant l'estatus d'alien de Morton com una manera de preguntar qui mereix ser anomenat foraster en un país nascut de forasters"; comentant al DVD, van assenyalar el seu "meravellós" comentari d'àudio tema de Sayles, "que es mou amb fluïdesa des d'anècdotes entre bastidors fins a consells tècnics útils fins a disseccions sense pretensions dels seus propis temes."
Paul Attanasio va escriure: "Sayles no és un narrador d'històries; malgrat l'entusiasme del seu llenguatge, The Brother From Another Planet finalment s'enfonsa pel seu propi pes. I totes les seves pel·lícules es veuen obstaculitzades per una ignorància gairebé impactant de cinematografia bàsica: simplement no sap on posar la seva càmera. La pel·lícula s'hauria beneficiat de més atenció als caçar-recompenses, les dificultats dels quals amb la cultura de Harlem haurien equilibrat l'estranya facilitat d'assimilació del germà. En canvi, la trama pren un to centrífug, mentre el germà elimina un baró narcotraficant les drogues del qual estan enverinant la comunitat."

## Premis
Va participar en la secció oficial al XVII Festival Internacional de Cinema Fantàstic de Sitges, on va guanyar el Premi al millor actor (Joe Morton) i el premi al millor guió (Sayles).